# تمپور سیلی
تمپور سیلی (انگلیسی: Tempur Sealy) شرکت لوازم خانگی آمریکایی است، که در سال ۲۰۱۲ تأسیس شد.